# Koherencyjna teoria prawdy
Koherencyjna koncepcja prawdy, którą sformułował Francis Herbert Bradley, brzmi: "Prawdziwe jest to, co jest wewnętrznie spójne". Jest to jedna z nieklasycznych koncepcji prawdy. Ma charakter konstruktywistyczny, ponieważ to, co jest wewnętrznie spójne w jednych okolicznościach nie musi być spójne w innych.
Koherencjoniści zwracają uwagę na budowę danego zdania i jego stosunek do innych zdań. Jeśli jakieś zdanie jest poprawnie zbudowane i zgadza się z pozostałymi zdaniami, świadczy to o poprawności owego zdania. Zwolennikom takiego poglądu chodzi o zgodność logiczną, a więc przede wszystkim o niesprzeczność i powiązanie zdań. Naturalnie, nie domagają się, aby jakieś zdanie poddawać próbie zgodności z wszystkim, bądź dowolnie wybranymi zdaniami.
Zastanawiając się nad poprawnością np. pewnego twierdzenia psychologicznego należałoby tylko ustalić, czy można je włączyć, nie wywołując przez to trudności logicznej natury, do systemu zdań przyjętych w psychologii.
Zgodnie z koncepcją koherencyjną kryteria prawdy mają charakter wyłącznie logiczny, o prawdziwości zdania decydują tylko względy formalne.

## Krytyka
Według Russella, postrzeganie formalnych, logicznych reguł przy budowaniu teorii naukowych jest konieczne i nigdy nie może być lekceważone. Jednakże zawężanie warunków prawdziwości jedynie do formalno-logicznej poprawności, jaką ma się odznaczać system zdań, jest już posunięciem zbyt daleko idącym.